# Modulación jerárquica
Sistema de modulación que permite la transmisión de dos flujos diferentes de datos (alta prioridad y baja prioridad) en un único flujo de un solo canal (principalmente usado en el estándar DVB-T)
Los datos de alta prioridad se destinan a los receptores móviles y/o portátiles, y a las zonas alejadas del transmisor donde el SNR es menor. Los de baja prioridad están destinados a las zonas cercanas al transmisor para receptores fijos.

## Funcionamiento
En una modulación jerárquica una constelación 64-QAM se ve como la combinación entre un 16-QAM (baja prioridad LP) y un QPSK (alta prioridad HP). Este artículo se concentra en este tipo de constelación ya que es la más usada por el hecho de tener un bitrate más elevado.
Tiene como entrada dos señales diferentes que se envían por el mismo canal. Las dos entradas se codifican por separado, luego se hace una intercalación de bits y después se procede al mapeo de la señal. Cada símbolo de este mapeo tiene 6 bits, los dos primeros son los de HP y los restantes los de LP.
En la recepción, para descodificar la señal de alta prioridad solo se tiene que discernir entre uno de los cuatro cuadrantes, por lo tanto, el SNR será muy grande ya que en la descodificación de cada símbolo, aunque éste se haya recibido con un cierto error, este error afecta mayoritariamente a los bits correspondientes a la señal de baja prioridad, dejando intactos los de HP.

## Parámetros
Hay tres parámetros que describen el esquema de una modulación jerárquica: α, y los ratios de codificación para los flujos HP y LP.

### Alpha α
El parámetro α nos indica la distancia que hay entre los 4 símbolos de la QPSK.
Puede tener valores de 1, 2 o 4. Como más grande sea el valor se obtiene más cobertura y robustez del flujo de HP, pero será en consecuencia de una menor seguridad en los datos de LP.

### Ratios de codificación
Los ratios de codificación indican la cantidad de bits que se ponen para proteger la señal del ruido. Los dos flujos se pueden codificar con ratios diferentes, se puede proteger mucho el de alta prioridad y menos el de LP.
Valores típicos para este parámetro: 1/2, 2/3, 3/4, 5/6 y 7/8. El valor más pequeño es el que protege más la señal, normalmente para los datos de alta prioridad se utiliza 1/2 o 2/3.
Cuanto más protegida esté la señal, menor será el bitrate útil en el receptor.

## Problemas con la modulación no jerárquica
- A partir de una cierta distancia entre el receptor y el transmisor, la recepción de la señal se degrada completamente. No hay una degradación de la señal progresiva, como ocurre en los sistemas analógicos. Pasa de verse muy bien a no verse en poca distancia.

- Para el envío de señales de alta calidad y señales para dispositivos móviles se requiere ocupar dos canales diferentes.

## Ventajas de la modulación jerárquica

### Mejor cobertura en el espacio terrestre
- Zonas con excelente calidad.
- Zonas con menos calidad pero aceptable. Estas zonas tienen una cobertura mucho más amplia.

### Recepción disponible para múltiples dispositivos
- Receptores fijos (éstos escogen entre la señal de HP y LP según la calidad con que perciben la señal).
- Receptores móviles y/o portátiles (sólo resuelven los datos de alta prioridad, HP).

### Canal único
Un sistema de modulación no jerárquica puede tener las mismas propiedades que uno con modulación jerárquica, pero en este caso necesita dos canales.
Si se quiere que un sistema cumpla todas estas propiedades en un solo canal se tendrá que implementar una modulación jerárquica.

## Enlaces
- Estudio sobre la modulación jerárquica, en inglés.
- Modulación jerárquica: una oportunidad para nuevos servicios? Archivado el 12 de noviembre de 2006 en Wayback Machine., en inglés.

- Datos: Q6020419